# Alessandro Caprara
Alessandro Caprara (Bologna, 27 settembre 1626 – Roma, 9 giugno 1711) è stato un cardinale italiano.

## Biografia
Nato da una nobile famiglia di Bologna il 27 settembre 1626, Alessandro Caprara era imparentato con il cardinale Urbano Sacchetti. Talvolta il suo nome viene anche indicato come Alessandro Caparra.
In gioventù egli ottenne il dottorato in filosofia e teologia, laureandosi in seguito all'Università di Bologna in utroque iure. Si recò poi a Roma per terminare i propri studi.
Avviato alla carriera ecclesiastica su suggerimento dello stesso cardinale Sacchetti, divenne dapprima suo uditore, passando poi alla carica di referendario del Tribunale della Segnatura Apostolica. Divenuto avvocato del concistoro durante il pontificato di Alessandro VII, ottenne la carica di Luogotenente all'auditorio della Camera Apostolica. Uditore della Sacra Rota, passò quindi alla carica di Datario dello stesso tribunale, venendo quindi nominato Reggente della Penitenzeria Apostolica per interessamento del cardinale Leandro Colloredo, il quale ricopriva in questo officio la carica di Gran Penitenziere: ottenne questa carica il 6 settembre 1696 e venne confermato a questo incarico con decreto apostolico del 17 settembre dello stesso anno.
Creato cardinale presbitero nel concistoro del 17 maggio 1706, il 25 giugno di quello stesso anno ricevette ufficialmente la porpora ed il titolo dei Santi Nereo ed Achilleo.
Morì a Roma il 9 giugno 1711 alle 4:30 del mattino, nel suo palazzo nel Foro Agonale. La sua salma venne esposta nella chiesa di Santa Maria in Vallicella ove ebbero luogo anche i funerali, per poi venire sepolto nella chiesa di Santa Maria del Suffragio.